# Station Connerré - Beillé
Station Connerré - Beillé is een spoorwegstation in de Franse gemeente Beillé. Het station ligt aan de spoorlijn Paris-Montparnasse - Brest.